# Oíche Chiún (Silent Night)
«Oíche Chiún» o Noche de Paz, en su traducción correcta del irlandés al español, es la adaptación del conocido villancico navideño por la cantante irlandesa Enya incluido como pista adicional de su sencillo Evening Falls... estrenado en 1988. Posteriormente, la canción se lanzó como un nuevo sencillo con un gran éxito, estrenando el vídeo de este tema.

## Lista de temas
- Edición CD[1]

| Nº | Tema                        | Duración |
| -- | --------------------------- | -------- |
| 1. | "Oíche Chiún (Silent Night) | 3:46     |
| 2. | "Oriel Window"              | 2:23     |
| 3. | "'S Fagaim Mo Bhaile "      | 3:57     |